# CoreMark
CoreMark — набор синтетических тестов производительности для измерения скорости центральных процессоров во встраиваемых системах. Создан в 2009 году Shay Gal-On из компании EEMBC в качестве замены для антикварного бенчмарка Dhrystone 1984 года. Код тестов написан на языке программирования Си и содержит реализации таких алгоритмов: обработка связных списков (поиск и сортировка), обработка матриц (несколько матричных операций), машина состояний (определение, что входной символьный поток содержит действительные числа в десятичной записи), подсчет суммы CRC.

## Задачи CoreMark
Алгоритм CRC в составе бенчмарка используется для двух целей: он является достаточно типичным для приложений на встраиваемых компьютерах, но также используется для подтверждения корректности работы всех тестов пакета CoreMark. В частности, для проверки результата сортировки, 16-битная сумма CRC рассчитывается от всех данных в связном списке.
Чтобы избежать предвычисления результатов теста во время оптимизирующей компиляции, каждый тест в бенчмарке использует значение, недоступное на момент компиляции. Также, весь код, время исполнения которого измеряется, полностью предоставлен авторами бенчмарка (не содержит каких-либо вызовов к системным библиотекам).

## Сравнение CoreMark и устаревшего Dhrystone
CoreMark опирается на принципы, которые легли в основу традиционного Dhrystone: тест небольшой, легко переносимый, простой для понимания, бесплатный для использования и предоставляет единое число, описывающее производительность. Однако в отличие от Dhrystone, в тестах CoreMark имеются правила запуска и публикации результатов, также авторам CoreMark удалось избежать ряда широко известных проблем, связанных с Dhrystone.
Большие участки теста Dhrystone могут быть оптимизированы современными компиляторами, из-за чего тот тест в меньшей степени был тестом производительности оборудования. Это также усложняло сравнение между разными компиляторами или между сборками с разными флагами компиляции.
В измеряемом участке Dhrystone производятся вызовы библиотек, и обычно код библиотек занимает большую часть времени работы бенчмарка. Поскольку библиотеки не являются частью бенчмарка, усложняется сравнение результатов между разными системами и реализациями библиотек.
Существуют некоторые руководства по запуску Dhrystone, но поскольку результаты теста не сертифицировались и не проверялись, эти руководства не всегда применялись. Отсутствовал стандарт на публикацию результатов Dhrystone и использовались различные производные величины: DMIPS, «Dhrystones per second», DMIPS/MHz.

## Публикация результатов CoreMark
Список результатов CoreMark ведется на сайте проекта CoreMark Архивная копия от 12 сентября 2017 на Wayback Machine (EEMBC). Результаты имеют следующий формат:
CoreMark 1.0 : N / C / P / M
- CoreMark 1.0 — версия теста
- N — количество итераций в секунду с параметрами запуска «0,0,0x66,size=2000»
- C — версия компилятора и его флаги
- P — указание на специфику размещения кода и данных
- M — тип параллельного исполнения (если использовалось) и количество контекстов (потоков, процессов)

Например:
```
CoreMark 1.0 : 128 / GCC 4.1.2 -O2 -fprofile-use / Heap in TCRAM / FORK:2
```